# Platges d'El Castillo, El Mantecón i La Isla
La Platja de El Castillo, la del Mantecón i la de La Friera es troben en el concejo asturià de Navia i pertany a la localitat de Santa Marina. Són tres petites cales situades una a continuació de l'altra. Les longituds mitjanes són d'uns vuit, quinze i trenta m i una amplària mitjana d'uns 3-4 m. Des d'aquestes platges s'aniran succeint cap a l'est una sèrie de platges o cales de característiques similars, paral·leles a la carretera que uneix Puerto de Vega amb Vigo.
En dies de mar agitat es poden fer des de la part superior d'aquestes platges unes fotografies molt espectaculars. La platja té com a únic servei un aparcament de terra i per les seves proximitats passa la «senda costanera» fins a Barayo i fins a gairebé Puerto de Vega. L'activitat recomanada és la pesca recreativa i, fora de les platges, la visita a el palau de Tox, casa palatina de la família Fernández-Cueto des del segle xvi al XVIII en la vila del mateix nom i, també, les «cases d'indians» així com el Museu Etnogràfic Juan Perez Villamil en Puerto de Vega.